# Volutaria crupinoides
Volutaria crupinoides là một loài thực vật có hoa trong họ Cúc. Loài này được (Desf.) Cass. ex Maire miêu tả khoa học đầu tiên năm 1934.